# Znàmia Kommunizma
Znàmia Kommunizma - Знамя Коммунизма (rus) és un khútor del krai de Krasnodar, a Rússia. Es troba a la vora d'un petit afluent per la dreta del Sossika, tributari del Ieia. És a 12 km al sud de Kusxóvskaia i a 163 km al nord-est de Krasnodar.
Pertany al possiólok de Pervomaiski.